# Proanoplomus affinis
Proanoplomus affinis är en tvåvingeart som beskrevs av Chen 1948. Proanoplomus affinis ingår i släktet Proanoplomus och familjen borrflugor. Inga underarter finns listade i Catalogue of Life.